# Alisejsko ostrvo
Alisejsko ostrvo je 107. i poslednja epizoda strip edicije Marti Misterija objavljena u SR JUgoslaviji. Objavljena je 1994. godine kao vanredno izdanje Lunov magnus stripa #107. u izdanju Dnevnika iz Novog Sada. Cena sveske bila je 2 dinara (2 DEM).

## Originalna epizoda
Ova epizoda je premijerno objavljena u maju 1991. godine u Italiji pod nazivom L'isola nel vento za izdavačku kuću Boneli (Italija). Cena je bila 1000 lira. Naslovnu stranu i epizodu je nacrtao je Đankarlo Alesandrini. Scenario su napisali ELio Otonelo i Alfredo Kasteli

## Prethodna i naredna sveska vanrednog izdanja LMS
Prethodna sveska nosila je naziv Otrovni okean (#106). Naredna sveska pod nazivom Tajne mora (#108), nikada nije izašla u SR Jugoslaviji. Serijal je nastavljen tek 2008. godine, kada je Veseli četvrtak objavio epizodu Sudbina Atlantide kao #1. (Numeracija epizoda je u izdanju VČ krenula od #1, iako je to bila već 279. epizoda regularne serije.)